# Konsumgenossenschaft Dortmund-Kassel
Die Konsumgenossenschaft Dortmund-Kassel eG war eine deutsche Genossenschaft, die bis 1998 im Lebensmitteleinzelhandel aktiv war. Nach Zusammenschluss mit der Konsumgenossenschaft aus Kassel war sie die größte deutsche Konsumgenossenschaft. Im Zuge der Auflösung wurde die Genossenschaft, die ihren Sitz in Dortmund hatte, zerschlagen und in den Folgejahren liquidiert.

## Geschichte
Die Genossenschaft wurde nach Ende des Zweiten Weltkriegs gegründet. Obwohl sich viele der inzwischen als co op firmierenden Genossenschaft der co op AG anschlossen, behielt die nun co op Dortmund Konsumgenossenschaft eG genannte Genossenschaft ihre Eigenständigkeit. Während ihres Bestehens verschmolzen weitere Genossenschaften auf ihr. So wurden zum 1. September 1962 die Konsumgenossenschaft Bochum eGmbH aus Bochum, zum 1. März 1968 die Konsumgenossenschaft für Iserlohn und Umgegend eG aus Iserlohn und im März 1969 die Konsumgenossenschaft für Beckum und Umgebung eG aus Beckum übernommen. Ende September 1986 stimmte die Vertreterversammlung der Verschmelzung mit der am 12. Dezember 1900 gegründeten co op Kassel eG gemäß des Verschmelzungsvertrages vom 15. bzw. 20. Mai 1986 zu. Die Genossenschaft firmierte fortan als co op Dortmund-Kassel Konsumgenossenschaft eG.
Nach dem co op-Skandal entschied man sich den Namen co op abzulegen und firmierte ab Juni 1990 als Konsumgenossenschaft Dortmund-Kassel eG. Die in Hamburg befindlichen Märkte der co op Nord wurden mit Wirkung zum 1. Oktober 1990 an die Genossenschaft sowie die co op Schleswig-Holstein (die heutige Coop eG) verkauft, wobei die co op Schleswig-Holstein mit 75,1 Prozent die Mehrheit an den Märkten hielt. Am 28. August 1990 wurde dabei das Konzept der im Joint-Venture gegründeten Pro Verbraucher-Handels-GmbH auf einer Betriebsversammlung den Mitarbeitern vorgestellt. Die Märkte schlossen an diesem Tag bereits um 17:00 Uhr. Nach der Wende expandierte die Genossenschaft nach Ostdeutschland. 1990 übernahm man über die Tochtergesellschaft HBG Ost-West Handels- und Beteiligungs GmbH die Kreisgenossenschaft Saalfeld. Zum 1. Januar 1992 übertrug die Konsumgenossenschaft Zwickau eG ihre Tätigkeiten im Lebensmitteleinzelhandel mit allen 61 Märkten und Mitarbeitern an die Pro-Handelsgesellschaft Ost mbH, die eine Tochtergesellschaft der Genossenschaft war. Zu diesem Zeitpunkt zählte man in der auch als KG Dortmund abgekürzten Genossenschaft rund 550.000 Mitglieder. Die Umsatzerwartung lag bei fast vier Milliarden Mark. Weiterhin errichtete man im Osten des Landes mehrere SB-Warenhäuser unter dem Namen plaza. Für den Standort in Altenburg begannen im April 1992 die Bauarbeiten, am 28. April 1993 konnte die Eröffnung gefeiert werden. Die Baukosten beliefen sich auf 25 Millionen Mark. Für das Geschäftsjahr 1994 wurde ein hoher Verlust von über 60 Millionen Mark gemeldet, woraufhin die DG-Bank der Genossenschaft die Kreditlinie kündigte. Alleine in den Gebieten Hamburg und Sachsen belief sich der Verlust auf 10 Millionen Mark. Den damals rund 530.000 Mitglieder konnte erstmals keine Rückvergütung gezahlt werden. Ende März 1995 kamen Gerüchte auf, dass die KG Dortmund ihre Standorte in Ostdeutschland aufgeben wolle, was jedoch vom Vorstand der Genossenschaft dementiert wurde. Die zuletzt sechs in Altenburg, Marienberg, Sömmerda, Torgau, Unterwellenborn und Waldheim bestehenden Märkte sowie ein im Bau befindlicher Standort in Suhl, mit einer Bruttofläche zwischen 4700 und 8000 Quadratmetern und zuletzt rund 150 Millionen Mark Umsatz wurden zum 3. September 1995 an Lidl & Schwarz verkauft und flaggen fortan als Kaufland-Filialen.
Ab 1996 wollte man mit verschiedenen Maßnahmen wieder Gewinne erzielen. So wurde eine Mitgliederkarte eingeführt, der Ausbau der Discounter-Vertriebslinie Fabi vorangetrieben und die co op-Märkte neu ausgerichtet. Für 1995 wurde ein Verlust von 100 Millionen Mark ausgewiesen. Auch in den Folgejahren gelang es nicht wieder schwarze Zahlen zu schreiben. Durch eine Landesbürgschaft von über 50 Millionen Mark konnte 1997 knapp die Zahlungsunfähigkeit abgewendet werden, dennoch wurde ein Verlust von gut 178 Millionen Mark erwartet. Ab Januar 1997 beteiligte sich allkauf zu 50 % an den plaza-Warenhäusern der KG Dortmund. Mit der Umflaggung der Märkte in Dortmund-Aplerbeck und Hamm-Heessen begann man am 24. Februar 1997 offiziell mit der Umstellung aller 19 in Nordrhein-Westfalen befindlichen plaza-Häuser auf allkauf. Rückwirkend zum 1. Januar 1997 wurde die Elektronik-Fachmarktkette Top-Tec an die Ernst Brinkmann KG verkauft. Im November 1997 wurde bekannt, dass die Spar die Pro Verbraucher-Handels-GmbH übernehmen wird. Verkauft wurden 154 Märkte. Sie wurden nach dem Verkauf sukzessive auf Spar-Vertriebslinien umgeflaggt. Über die allkauf-plaza SB-Warenhaus GmbH hielt allkauf 1998 100 % an den plaza-Häusern, die Genossenschaft zog sich aus der Gesellschaft zurück. Am 27. Juni 1998 wurde die Auflösung der Genossenschaft beschlossen, die Unternehmensteile daraufhin zerschlagen. Die Edeka übernahm 177 Standorte, die davon 148 Co op-Märkte wurden bis Juli 1999 komplett auf EDEKA aktiv markt umgeflaggt, 38 Standorte waren zu diesem Zeitpunkt bereits an selbstständige Kaufleute abgegeben worden. Die zusätzlich 29 übernommenen Pro-Märkte wurden im gleichen Zeitraum auf EDEKA neukauf umgeflaggt. Sie wurden alle als Regiemärkte weitergeführt. 2006 erwarb Kenmore Financial Services das Logistikzentrum in Dortmund. Mit dem Verkauf der letzten zur Genossenschaft gehörenden Immobilie konnte die Liquidation 2008 abgeschlossen werden.

## Tochtergesellschaften
- co op Supermarkt GmbH & Co. OHG, Dortmund (im Oktober 1999 aufgelöst)[24]
  - bis 28. Juni 1999 co op Supermarkt GmbH, zuvor Bellini-Textil-Einzelhandels GmbH (23. Juli 1986 bis 2. Dezember 1986), Di Betta Moda Textil Einzelhandels GmbH (3. Dezember 1986 bis 9. Dezember 1991) und PRO Handelsgesellschaft Ost mbH (10. Dezember 1991 bis 17. Juli 1996)[2][25]
- HBG Ost-West Handels- und Beteiligungs GmbH[7]
- HPL Food und Non Food Einkauf GmbH, Dortmund[2]
- HPL Logistik GmbH, Dortmund[2]
- PRO Verbrauchermarkt GmbH, Dortmund[2]

## Ehemalige Vertriebslinien
| Name    | Vertriebslinientyp    | Bemerkungen | Fortbestand nach Zerschlagung |
| ------- | --------------------- | --- | --- |
| Bolle   | Supermarktkette       | Gründung als Meierei im Jahr 1879, Übernahme durch Familie Werhahn im Jahr 1917, Verkauf an co op AG im Jahr 1987 | coop eG/KG Dortmund: Übernahme des Vertriebsgebietes in Hamburg und Umgebung im Jahr 1990, Umflaggung auf Pro und Safeway bis Ende 1996 |
| Co op   | Supermarktkette       | Bundesweite Nutzung des "co op"-Zeichens für Verkaufsstätten ab 1969 | Verkauf von zwei Dritteln des Geschäftes inklusive co op-Standorte an Edeka Duisburg (heute Teil der Edeka Rhein-Ruhr) im Jahr 1998 samt Umflaggung der 148 co op-Standorte auf Edeka aktiv markt                                             |
| Fabi    | Discountkette         | | unklar |
| Plaza   | SB-Warenhauskette     | | Verkauf der ostdeutschen Standorte an Lidl & Schwarz zum 3. September 1995 samt Umflaggung auf Kaufland; Verkauf der restlichen Märkte an allkauf (ab 1997 50 % Beteiligung durch allkauf) samt Umflaggung auf allkauf zwischen 1997 und 1998 |
| Pro     | Supermarktkette       | | coop eG/KG Dortmund: Übernahme des co op AG-Vertriebsgebietes in Hamburg im Jahr 1990, Verkauf an Spar samt Umflaggung auf Spar-Vertriebslinien im Jahr 1997                                                                                  |
| Pro     | Supermarktkette       | KG Dortmund: Verkauf von zwei Dritteln des Geschäftes inklusive PRO-Standorte (im Rhein-Ruhr-Gebiet) an Edeka Duisburg (heute Teil der Edeka Rhein-Ruhr) im Jahr 1998 samt Umflaggung der 29 Pro-Standorte auf Edeka neukauf | |
| Safeway | Supermarktkette       | Gründung durch Safeway Inc. in den Jahren 1963/1964, Übernahme durch Familie Werhahn (Bolle) zum 1. August 1985, Verkauf an co op AG im Jahr 1987                                                                            | coop eG/KG Dortmund: Übernahme des Vertriebsgebietes samt Safeway-Standorten in Hamburg im Jahr 1990, Verkauf an Spar samt Umflaggung auf Spar-Vertriebslinien ab 1998                                                                        |
| Top-Tec | Elektrofachmarktkette | | Verkauf an Ernst Brinkmann KG im Jahr 1997 |

## Sonstiges
Die Genossenschaft versuchte mehrfach die kleinere Genossenschaft co op Südwestfalen eG zu übernehmen, dies gelang jedoch nicht.